# Christine McVie
Christine McVie (født Christine Anne Perfect, 12. juli 1943 i Greenodd, Cumbria, død 30. november 2022) var en engelsk sanger, keyboardspiller og sangskriver. Hun er bedst kendt for sit medlemskab af blues rock-gruppen Fleetwood Mac.